# Dianna Cowern
Dianna Leilani Cowern (ur. 4 maja 1989 na Kauaʻi) – amerykańska fizyczka, youtuberka, popularyzatorka nauki.
Prowadzi kanał Physics Girl, na którym wyjaśnia różne zjawiska fizyczne. Od 2016 do 2020 roku tworzyła część filmów we współpracy z PBS Digital Studios, a później z własnym zespołem. W swojej karierze współpracowała z innymi osobistościami YouTube, w tym z innym popularyzatorem nauki Derekiem Mullerem z kanału Veritasium, twórczynią Simone Giertz i Grantem Sandersonem z 3Blue1Brown.
Jej imieniem została nazwana asteroida (21943) Diannacowern.

## Życiorys
Cowern urodziła się 4 maja 1989 roku i wychowała na wyspie Kauaʻi na Hawajach. Jej ojciec był hodowcą drzew (ang. tree farmer), a matka prowadziła pensjonat.

### Edukacja
W szkole podstawowej i na początku szkoły średniej najbardziej interesowała ją matematyka. Jeszcze w szkole średniej zainteresowała się tematem popularyzowania nauki i, jak przyznała w wywiadzie, to dzięki serii o kosmosie z Neilem deGrasse Tysonem, którą wtedy oglądała. Studiowała fizykę na Massachusetts Institute of Technology, którą ukończyła w 2011 roku licencjatem. Podczas studiów zajmowała się m.in. ciemną materią.

### Kariera
Po ukończeniu studiów Cowern została pracownikiem naukowym w Harvard-Smithsonian Center for Astrophysics, gdzie zajmowała się gwiazdami o niskiej metaliczności.
Filmy naukowe zaczęła kręcić w czasie wolnym, gdy jeszcze była zatrudniona jako programistka aplikacji mobilnych w General Electric. Swój kanał „Physics Girl” („dziewczyna od fizyki”) założyła 21 października 2011 roku. W jednym z pierwszych filmów z 10 marca 2012 roku „Amusing Surface Tension Experiment” opowiada o eksperymencie z napięciem powierzchniowym i do 2023 roku film ten zanotował 312 tys. wyświetleń. W wywiadzie z Grantem Sandersonem przyznała, że część z wcześniejszych filmów skasowała później z kanału.
Jej były profesor z MIT, Adam Burgasser, namówił ją na pracę na Uniwersytecie Kalifornijskim w San Diego w jednostce badawczej Center for Astrophysics and Space Sciences. W swojej pracy opracowywała m.in. program, który miał w przystępny sposób zachęcić uczniów gimnazjów (middle school) i szkół średnich (high school) do nauki fizyki. W 2014 profesor Burgasser chwalił w wywiadzie jej ówczesne filmy jako jednocześnie rzetelne i zabawne oraz doceniał jej warsztat w zbieraniu i sprawdzaniu informacji.
W 2016 rozpoczęła trwałą współpracę sponsorską z PBS Digital Studios i tworzyła większość swoich filmów pod ich egidą.
Oprócz tworzenia filmów uczestniczyła również w różnych wydarzeniach jako prelegentka. W 2015 brała udział w konferencji organizowanej przez U.S. News & World Report. W lutym 2017 roku wygłosiła w Google wykład zatytułowany „Becoming YouTube's Physics Girl” („Jak zostałam Physics Girl na YouTubie”). W 2018 wygłosiła mowę otwierającą na CAST 2018 oraz na STEMtastic.
25 września 2020 r. Dianna ogłosiła zakończenie współpracy z PBS Studio w filmie „Dlaczego CZERWONE BĄBELKI są niemożliwe… a może są?!”. Stworzyła wówczas niezależny zespół i utworzyła konto w serwisie Patreon.
Współpracowała z różnymi znanymi youtuberami i youtuberkami, m.in. Derekiem „Veritasium” Mullerem, Simone Giertz czy Grantem Sandersonem z kanału „3Blue1Brown”.
Według stanu na marzec 2023 na YouTubie ma ponad 221 mln wyświetleń oraz ponad 2,6 mln subskrybentów. Natomiast na TikToku na marzec 2023 ma ponad 2,8 mln polubień i ponad 176 tys. obserwujących.

## Nagrody
W 2014 roku Cowern zdobyła główną nagrodę wideo od Alan Alda Center for Communicating Science Uniwersytetu Stony Brook. Nagrodę, którą wręczył osobiście Alan Alda, wygrała swoim filmem zatytułowanym „What is Color?” („Czym jest kolor”).
W 2018 roku zdobyła nagrodę Webby Award dla najlepszej osobowości internetowej. Rok później znalazła się na liście Forbes 30 Under 30 w kategorii edukacja.
17 marca 2025 roku, w uznaniu jej zasług w szerzeniu wiedzy naukowej, grupa robocza działająca w ramach Międzynarodowej Unii Astronomicznej nadała jej imię asteroidzie. Asteroida (21943) Diannacowern była wcześniej określana jako (21943) 1999 VG114.

## Życie osobiste
Wyszła za mąż w maju 2022 za długoletniego partnera.
Od lipca 2022 Cowern ma chroniczne problemy związane z przebytym covidem w tym ciągłe zmęczenie przypominające ME/CFS. W lutym 2023 była z tego powodu hospitalizowana.